# Skeppsbrutne Max
Skeppsbrutne Max är en svensk dramafilm från 1936 i regi av Sigurd Wallén och Fritz Schulz. Samtidigt med den svenska versionen gjordes en tyskspråkig film under titeln Rendezvous im Paradies. Som förlaga för filmerna har man Torsten Flodéns berättelse om Tre flickor i en båt som utgavs 1935.

## Om filmen
Filmen påbörjades med arbetstiteln "Tre flickor i en båt" av det nybildade bolaget AB M-film,  inregistrerat 1 maj 1935. Bolagets största ägare var  Lorens Marmstedt samt bröderna Otto och Wilhelm Scheutz. Film var bolagets tredje, och började spelas in sommaren 1935. Det var alltför högtflygande planer för ett litet bolag. Filmen annonserades som höstpremiär  med uppgiven distributör National Film. Den 2 november 1935 trädde M-film i likvidation och försattes i konkurs den 8 april 1936. M-films tillgångar, däribland de inspelade delarna av "Tre flickor i en båt", såldes på stadsauktion och inköptes för 1000 kr av National Film AB och med detta bolag lierade Göta Film AB. Bakom bolagen stod Sten Löfberg som tillhörde den biografägande familjen Löfberg i Malmö. Den del av filmen som spelades in sommaren 1935 regisserades enbart av Fritz Schulz . De redan inspelade delarna kunde delvis användas, kompletterades följande år och fick den slutgiltiga titeln Skeppsbrutne Max med Sigurd Wallén som regissör av de nya delarna.
Filmen spelades in i Europa Studio i Sundbyberg och Cromo Film i Novilla på Djurgården med exteriörer från Oscarsteatern, Mosebacke torg i Stockholm och Landsort i Nynäshamn av Václav Vích och Heinrich Balasch.
I den tyskspråkiga versionen spelades de tre flickorna av Georgia Lind, Anne-Marie Sörensen och Lizzi Waldmüller. Om producenten Rudi Loewenthal se tyska Wikipedia.
Filmen premiärvisades 9 november 1936 på biograferna Astoria och Roxy i Stockholm.  

## Roller i urval
- Max Hansen – Max Mattsson, belysningsmästare
- Björn Berglund – Sten Sergius, flygare
- Gull-Maj Norin – Ann-Kathrine Bro, konstnär
- Brita Appelgren – Bibi, kontorist på försäkringsbolaget Neptun
- Greta Wenneberg – Karin, sekreterare
- Ragnar Falck – Olle, pianist
- Gösta Kjellertz – Bo Sanger, operettskådespelare, Bibis bror
- Ingrid Wiksjö – operettprimadonnan
- Carl-Gunnar Wingård – direktör Köhler, Karins chef
- Elof Ahrle – Köhlers reklamchef
- Karl-Magnus Thulstrup – redaktör Johansson
- John Norrman – teaterdirektören
- Viran Rydkvist – Julia, Bibis husa
- Emil Fjellström – fiskaren
- Richard Lindström – kontorschefen på försäkringsbolaget

## Musik i filmen
- Av alla män som jag sett, kompositör Axel Flyckt, text Stor-Slam, sång Ingrid Wiksjö och Max Hansen
- Birgitta (Det var en blick jag fick), kompositör Axel Flyckt, text Stor-Slam, sång Max Hansen, Gösta Kjellertz och Ingrid Wiksjö
- Dyra Amalia, kompositör Axel Flyckt, text Stor-Slam, instrumental.
- Då kanske jag är förälskad, kompositör Axel Flyckt, text Stor-Slam, sång Max Hansen
- Ich muss wieder einmal in Grinzing sein (Vårvalsen/Så kom låt oss mötas på nytt i år), kompositör och tysk text Ralph Benatzky, svensk text Svasse Bergqvist, framförs med tysk sång av Max Hansen
- Lilla Viktoria, dyra Viktoria, kompositör Axel Flyckt, text Stor-Slam, sång Max Hansen och Gösta Kjellertz
- Schinkenfleckerln (Pyttipanna), kompositör Fritz Spielmann och Stephan Weiss, tysk text Hans Haller svensk text Stor-Slam och Sven Paddock, sång Max Hansen
- Wyssan lull, nu skall Hanibal sova, musikbearbetning Axel Flyckt, text Stor-Slam, sång Max Hansen